# Maracujá dos Açores
O Maracujá dos Açores e mais concretamente o Maracujá dos Açores/S. Miguel DOP é um produto de origem portuguesa com Denominação de Origem Protegida pela União Europeia (UE) desde 13 de novembro de 1996.

## Agrupamento gestor
O agrupamento gestor da denominação de origem protegida "Maracujá dos Açores/S. Miguel" é a FRUTAÇOR - Cooperativa Agrícola Açoriana de Hortofruticultura, CRL.